# ピルクル
ピルクルは、日清ヨークが販売している乳酸菌飲料。発売から150億個以上の乳酸菌を含むとして発売していたが、2021年4月に乳酸菌400億個以上を含むピルクル400としてリニューアルされた。

## 解説
1993年に「ゴクゴク飲める乳酸菌飲料」として発売。生きたまま腸まで届く乳酸菌種ラクトバチルス・パラカセイ NY1301株（NYとは社名「Nissin York」の略、1301は乳酸菌株の管理番号）が腸内の環境を改善し、「おなかの調子を良好に保つ」、特定保健用食品である。910ml、455mlでも説明書きでは65ml摂取を薦めており、栄養成分表示にも65ml当たりの成分が書いてある。もともと関東方面のみの発売だったが、2010年9月からは兵庫県に関西工場を置き、全国販売を開始した。発売当初は1000ml、500mlだった規格は、「65で割りきれない」を理由に910ml、455mlに変更されている。
ピルクルミラクルケアは、腸活と睡眠の質の改善を謳っており、こちらは195ml、65ml×8、のむヨーグルト900gの3種類で展開されている。
味は、ヤクルトなど味の濃い乳酸菌飲料に共通したものとなっている。
910ml：230円、500ml：139円、65ml×10：260円（いずれも消費税別）で販売している。2006年秋に、カロリーが従来のピルクルの半分になったピルクルカロリー1/2が発売された。また、関連商品にピルクルキッズヨーグルト、ピルクルミラクルケアがある。

## 名前の由来
ピルクルの由来は、1620年に英国から自由を求めてメイフラワー号で新大陸（アメリカ）に渡った人たち「ピルグリム・ファーザーズ・クルー（Pilgrim Fathers Crew）」を略してつけられたものである。